# Xenia (Illinois)
Xenia – wieś w Stanach Zjednoczonych, w stanie Illinois, w hrabstwie Clay.